# Amani Uwiringiyimana
Amani Uwiringiyimana (ur. 12 stycznia 1992 w Gisenyi) – rwandyjski piłkarz grający na pozycji obrońcy, dwukrotny reprezentant kraju.